# Dny evropského dědictví

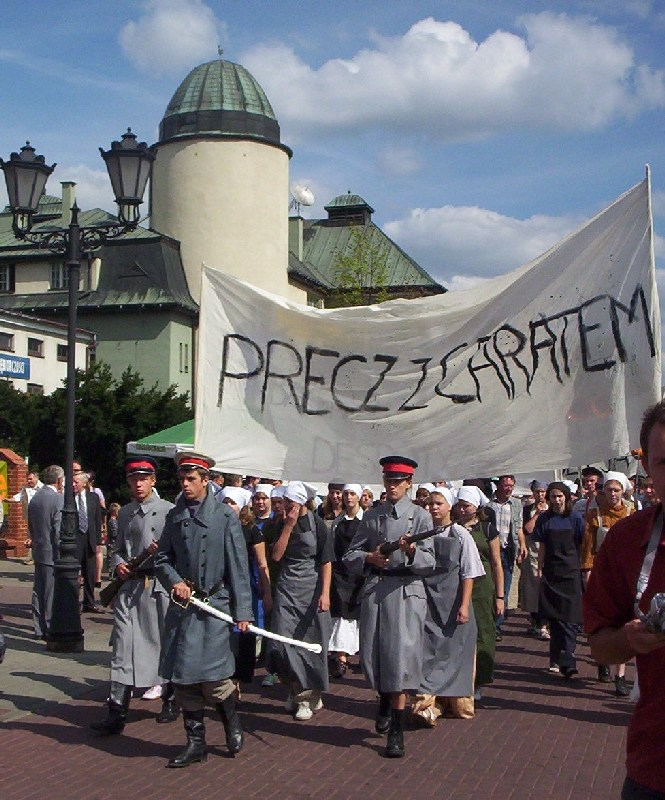
Żyrardów, Polsko, Dny evropského dědictví 2005: Inscenace průběhu stávky textilních dělnic z roku 1883

Dny evropského dědictví (European Heritage Days, zkráceně EHD) jsou společná aktivita Rady Evropy a Evropské komise, jejímž cílem je posílení historického povědomí v souvislostech se zvláštním důrazem na vnímání mezinárodního kontextu národního kulturního dědictví. EHD se koná každoročně v září v mnoha městech a obcích po celé Evropě – zemích, které přistoupily k Evropské kulturní konvenci. V České republice je organizuje Sdružení historických sídel Čech, Moravy a Slezska.

## Hlavní cíle EHD
Mezi hlavní cíle EHD patří:
- zlepšovaní informovanosti o jiných kulturách
- ochrana kulturního dědictví v nejširším slova smyslu
- respektování všech kultur bez ohledu na jejich rozšíření
- přijímat kulturní dědictví jako prostředek v boji proti nesnášenlivosti a netoleranci
- chránit kulturní památky, které jsou neustále ohroženy
- podporovat otevřenější postoj vůči ostatním (potírání rasismu, xenofobie, hledání identity atd.)

## Průběh akce
V rámci těchto dnů je možno zhlédnout dlouhou řadu kulturních a stavebních památek, které nejsou jinak běžně pro veřejnost přístupné – např. radnice, soudy, církevní stavby, školy, historické zahrady, obytné domy, věže, kasematy, zříceniny, parníky, národní parky, uhelné doly, vykopávky apod. V rámci těchto dnů pak jednotlivá města pořádají další doprovodné kulturní a společenské akce jako jsou přednášky, koncerty, výstavy či městské slavnosti pod širým nebem.

## Dějiny a organizace EHD
Kořeny akce jsou ve Francii v roce 1984. V roce 1985 na druhé evropské konferenci ministrů zodpovědných za archeologické dědictví v Granadě francouzský ministr kultury navrhl, aby se tato akce stala mezinárodní. První zemí, která se k projektu EHD připojila, bylo v roce 1987 Nizozemsko. Švédsko a Irská republika se připojily v roce 1989, Belgie a Skotsko v roce 1990. V roce 1991 se tyto aktivity spojily pod značkou Dny evropského dědictví. Od roku 1996 se připojilo dalších 40 středo– a východoevropských zemí včetně zbytku Spojeného království. O rok později se mezi účastnické státy zařadila největší evropská země – Rusko. V roce 2000 se dnů poprvé zúčastnilo všech 47 signatářských států Evropské kulturní konvence. K jejich myšlenkám se dnes hlásí 49 zemí. Od roku 1999 mají EHD celoevropské téma „Evropa – společné dědictví“. Účastnické země si však volí svá národní témata.
V České republice se EHD konají od roku 1991.

## Historie EHD v ČR

### Témata jednotlivých ročníků
- 1991 – 7. září – bez tématu
- 1992 – 11.–13. září – bez tématu
- 1993 – 11. září – Život památkám
- 1994 – 17.–18. září – Život památkám
- 1995 – 16.–17. září – Život památkám
- 1996 – 14.–15. září – Život památkám
- 1997 – 13.–14. září – Pomoc památkám (aktuální vzhledem k záplavám)
- 1998 – 12.–13. září – Památky – živý obraz minulosti
- 1999 – 11.–12. září – Národní kulturní dědictví – součást evropské paměti
- 2000 – 9.–10. září – Národní kulturní dědictví – součást evropské paměti
- 2001 – 8.–9. září – Evropa – společné dědictví – 1. Krásy baroka – 2. Hasičské památky a historické tradice
- 2002 – 14.–15. září – Památky v místních pověstech
- 2003 – 13.–14. září – Technické památky
- 2004 – 10.–19. září – Hudba probouzí památky
- 2005 – 9.–18. září – Nový život v historickém prostředí
- 2006 – 9.–17. září – Otisk slavných jmen – historické objekty, v nichž žili slavní lidé
- 2007 – 8.–16. září – Památky, řemesla a lidová kultura
- 2008 – 13.–21. září – Památky v krajině, krajina jako památka
- 2009 – 12.–20. září – Památky měřené časem
- 2010 – 11.–19. září – Duše památek
- 2011 – 10.–18. září – Památky – tvůrci panoramatu našich měst a městeček
- 2012 – 8.–16. září – Mladí památkám
- 2013 – 7.–15. září – Památky v novém světle. V sobotu 14. září se koná akce Industriální stopy 2013 – Den památek techniky a průmyslového dědictví, kdy je den otevřených dveří některých pivovarů, mlýnů, skláren, dolů apod.
- 2014 – 6.–14. září – Návraty ke kořenům. Národní zahájení Dnů se koná 6. září 2014 v Opavě. V sobotu 13. září se koná Den památek techniky a průmyslového dědictví. V neděli 14. září se koná Den lázeňské architektury.
- 2015 – 5.–13. září – Památky znovuzrozené. Národní zahájení Dnů se koná 5. září 2015 v Českém Krumlově.
- 2016 – 3.–11. září – Památky a komunity. Národní zahájení Dnů se koná 5. září 2016 ve Slavonicích.
- 2017 – 9.–17. září – Památky a příroda. Pořadatelem a hostitelem Národního zahájení bylo město Chrudim.
- 2018 – 8.–16. září – Společné dědictví, společné hodnoty. Pořadatelem a hostitelem Národního zahájení bylo město Havlíčkův Brod.
- 2019 – 7.–15. září – Památky a zábava. Pořadatelem a hostitelem Národního zahájení bylo město Litomyšl.
- 2020 – 12.–20. září – Památky a vzdělávání. Pořadatelem a hostitelem Národního zahájení bylo město Olomouc.
- 2021 – 11.–19. září – Památky pro všechny. Pořadatelem a hostitelem Národního zahájení bylo město Uherské Hradiště.
- 2022 – 10.–18. září – Udržitelné památky. Národní zahájení EHD 2022: Cheb
- 2023 – 9.–17. září – Život v památkách. Národní zahájení EHD 2023: Poděbrady
- 2024 – 7.–15. září – Památky spojují svět. Národní zahájení EHD 2024: Klášterec nad Ohří

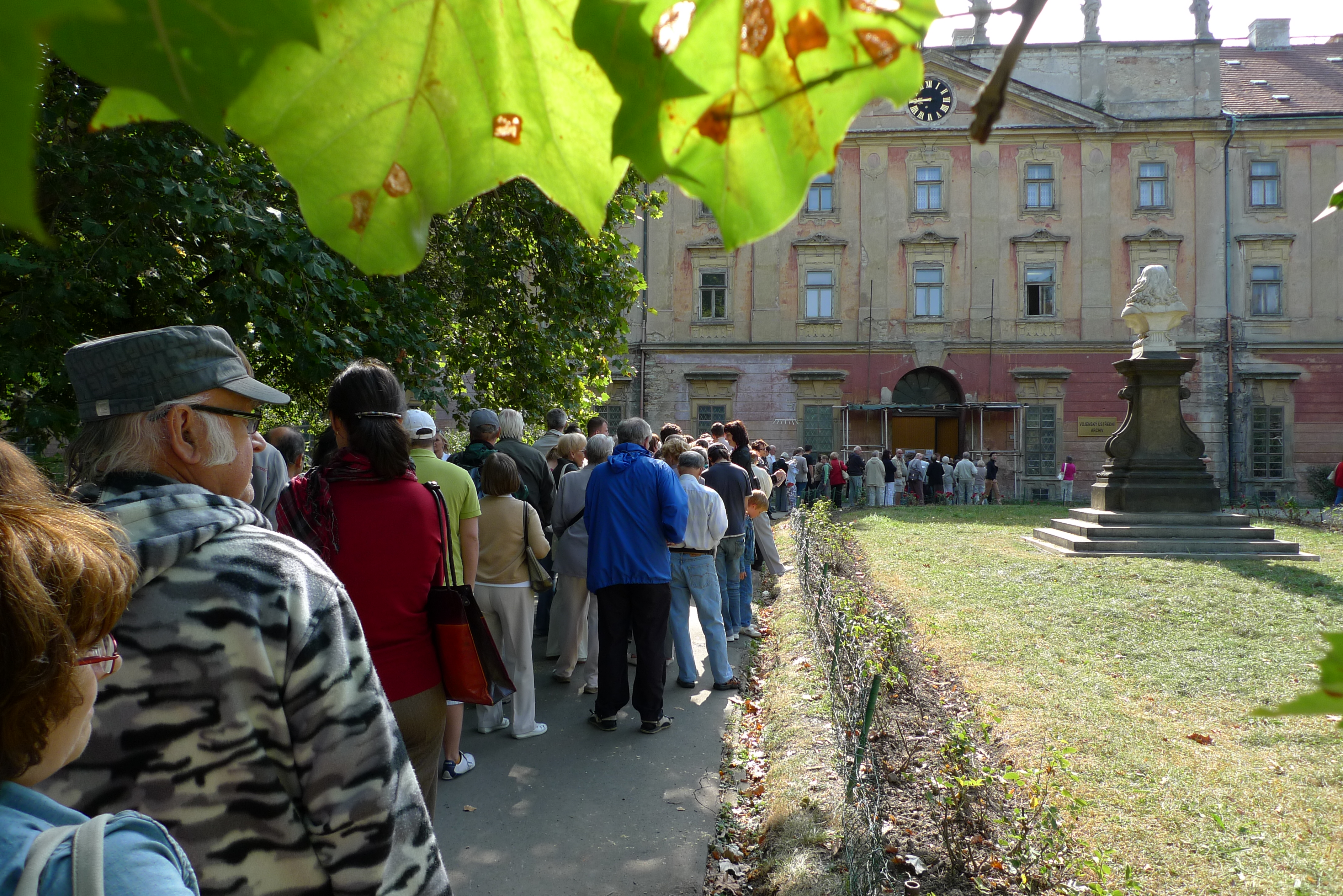
Praha, Invalidovna (2009)
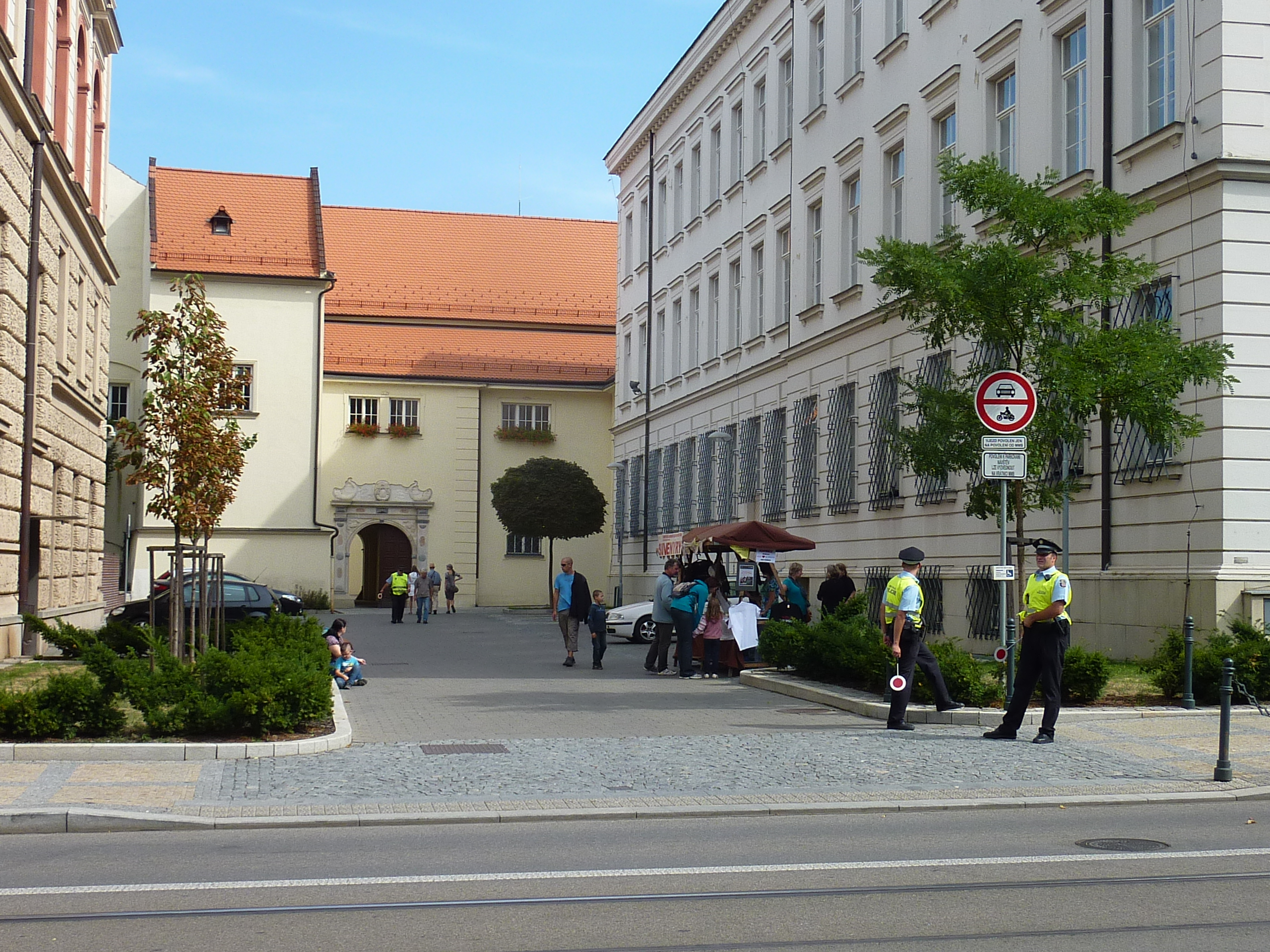
Brno, Husova (2013)
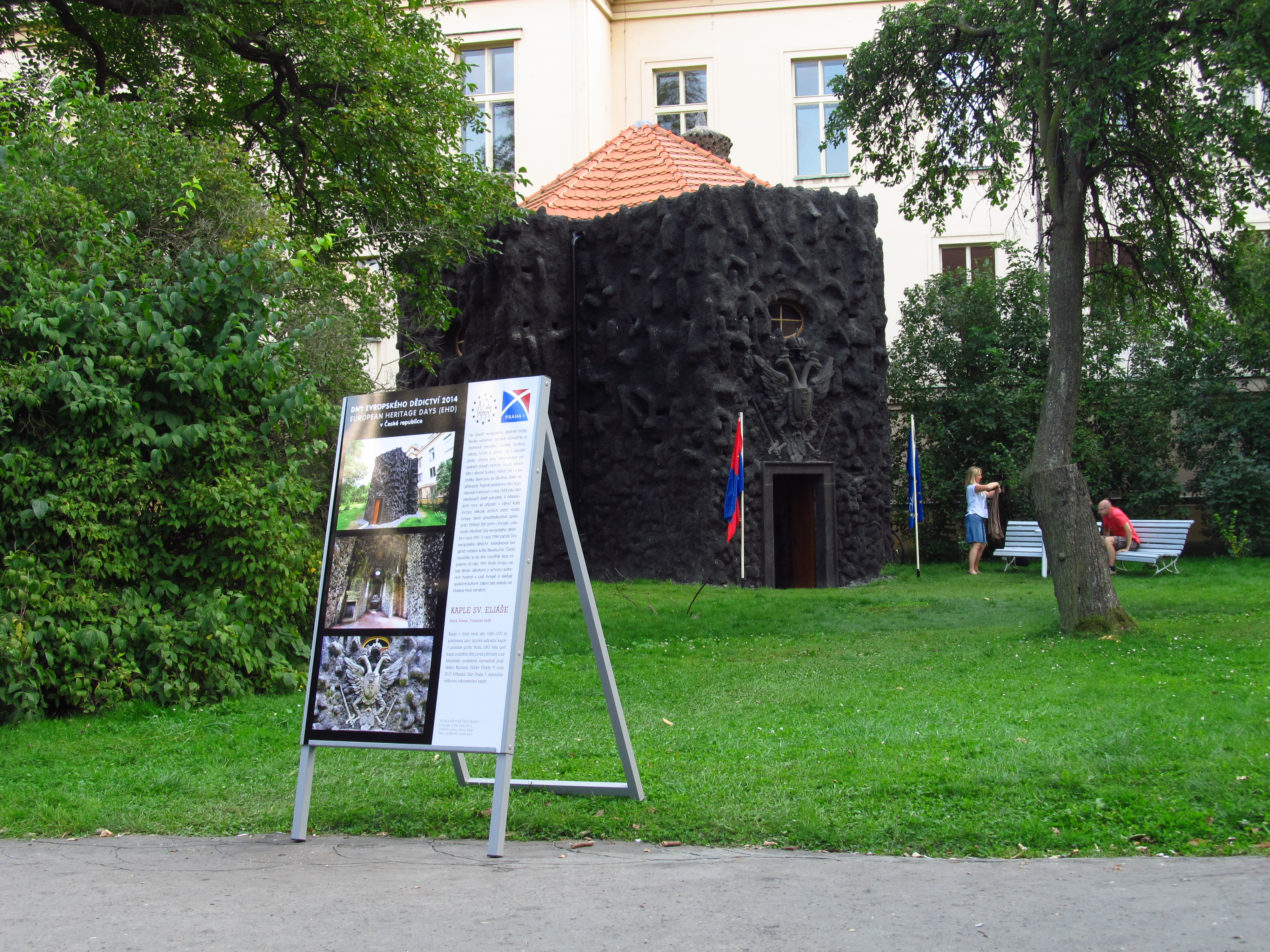
Praha, Vojanovy sady (2014)
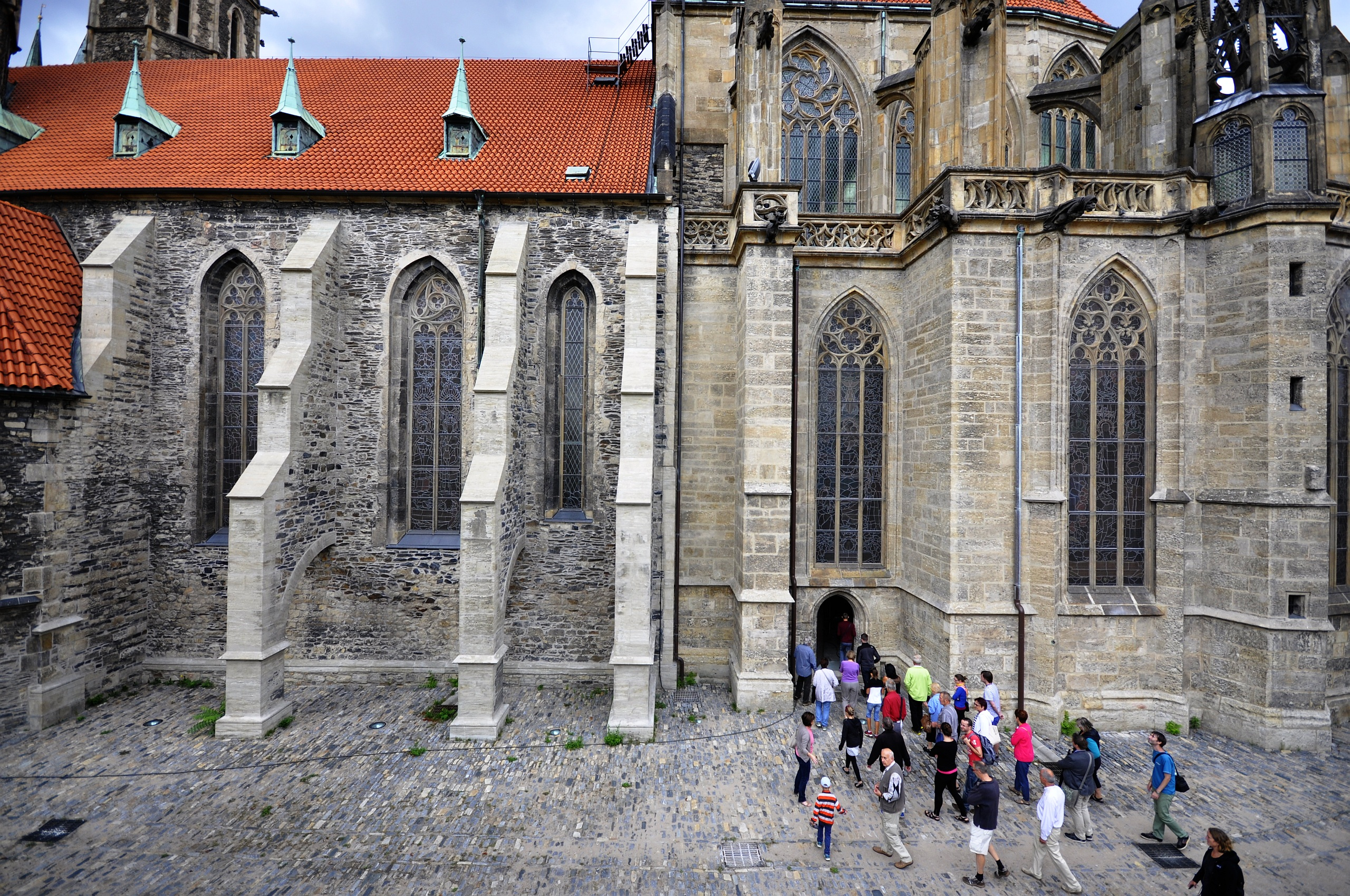
Kolín, kostel sv. Bartoloměje (2015)
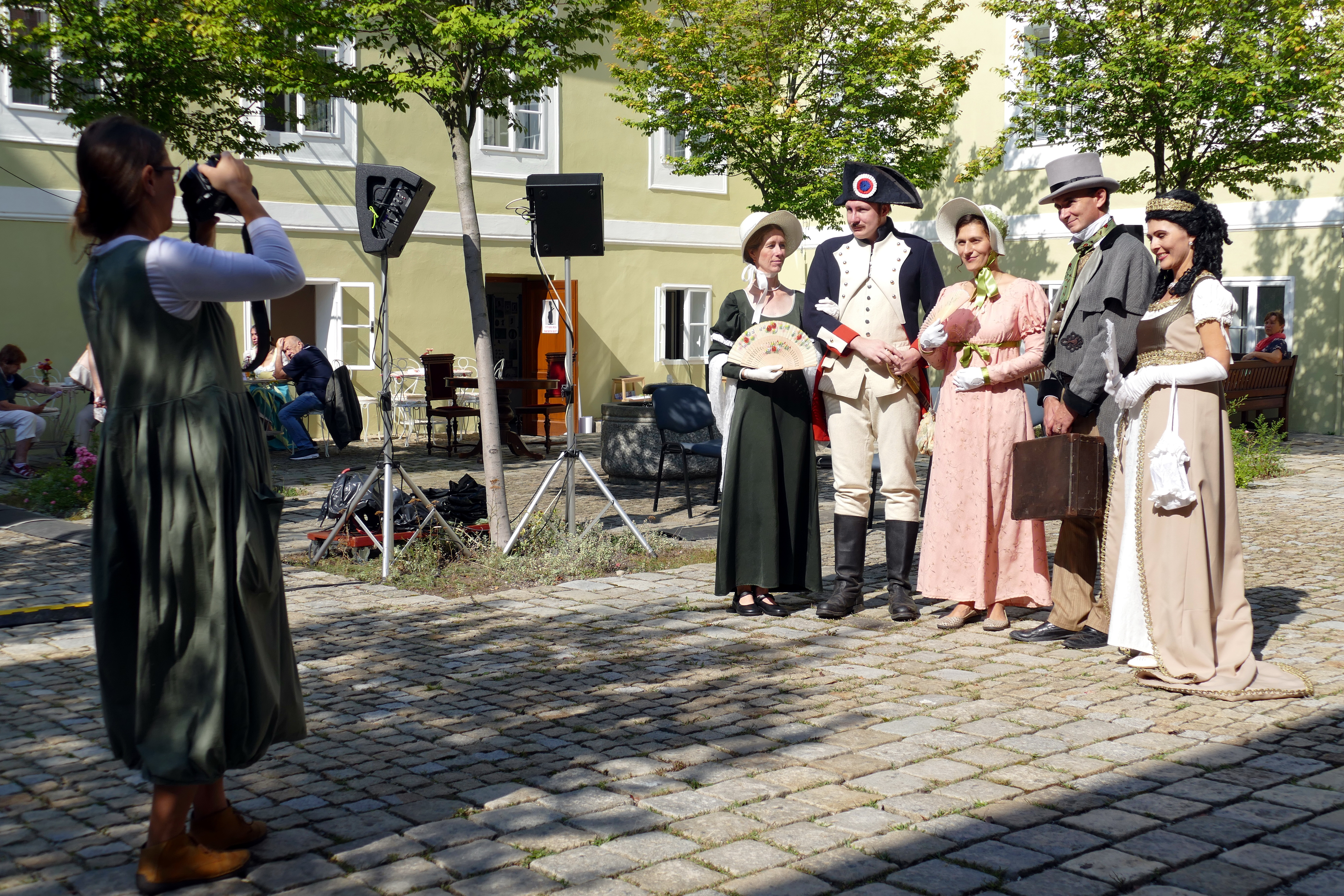
České Budějovice (2020)
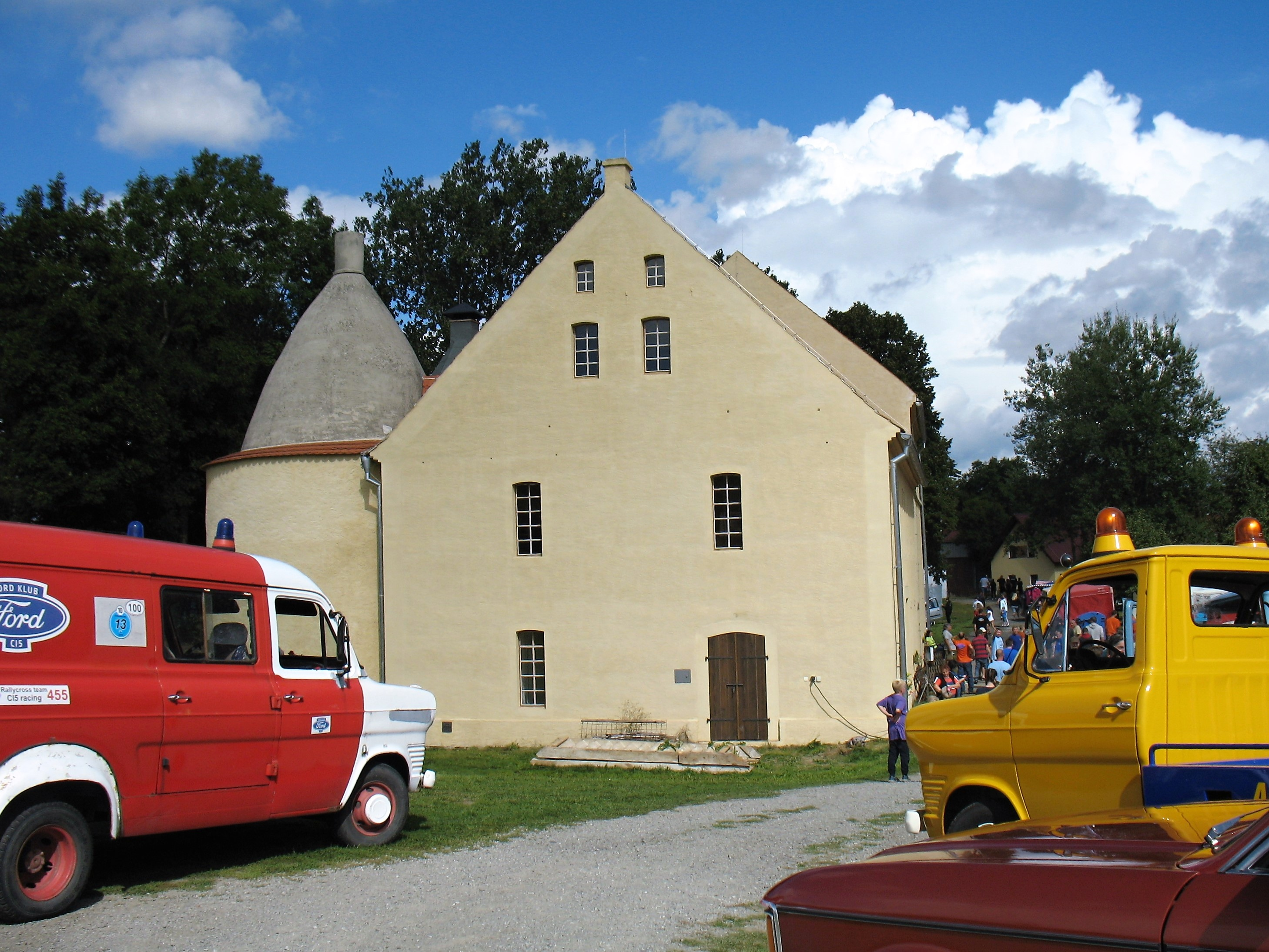
Dubá, sušárna chmele (2022)